# Bryconamericus cristiani
Bryconamericus cristiani är en fiskart som beskrevs av Román-valencia, 1999. Bryconamericus cristiani ingår i släktet Bryconamericus och familjen Characidae. Inga underarter finns listade.